# West Mamprusi
West Mamprusi är ett distrikt i Ghana.   Det ligger i regionen Norra regionen, i den norra delen av landet, 500 km norr om huvudstaden Accra.